# 常任賢
常任賢，号复所，陝西延安府米脂县高渠乡高庙山人，明朝末期政治人物、進士出身。

## 生平
萬曆丙戌（1586年）九月初四日生。萬曆四十三年（1615年）乙卯科陕西鄉試舉人，四十四年（1616年）联捷丙辰科二甲五十六名進士，兵部觀政，四十六年八月授刑部福建司主事，天啓元年升貴州司员外郎，二年升山東東昌府知府，五年補四川順慶府知府，六年調成都府知府，七年升本省安綿兵備道副使。崇禎二年，升任廣西布政使司參政，改四川右參政，四年加升四川按察使，平定盜亂，六年升本年右布政使，兵备叙馬瀘，七年拾遺去職。

## 家族
曾祖常景元，義官。祖父常思恭，提学。父常在，典簿。